# アンナ・ボック
アンナ・ボック（Anna Rosalie Boch、1848年2月10日 - 1936年2月25日）は、ベルギーの画家。

## 生涯
1848年、ロイヤル・ボック陶磁器社の創立者でビレロイ&ボッホ社の役員でもあった父ヴィクトル・ボックのもとに生まれた。弟は画家・詩人のウジェーヌ・ボック。
風景画家ピーター・ルートヴィヒ・キューネン、ユーフロジーヌ・ベールナールトの下で絵を勉強した。また友人イジドール・ヴェルヘイデンからも助言を受けた。1885年、20人展グループに唯一の女性会員として加入した。1886年、同グループの会員であったテオ・ファン・レイセルベルヘと知り合い、交友を深めた。同年から1993年にかけて20人展に出品する。

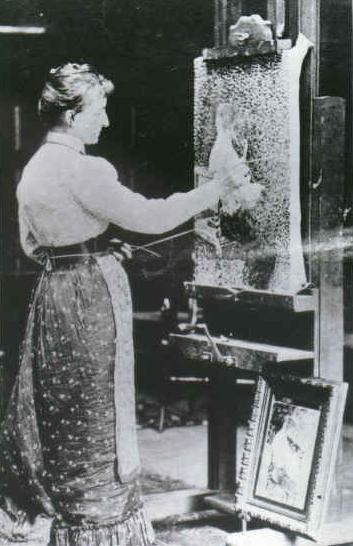
1890年

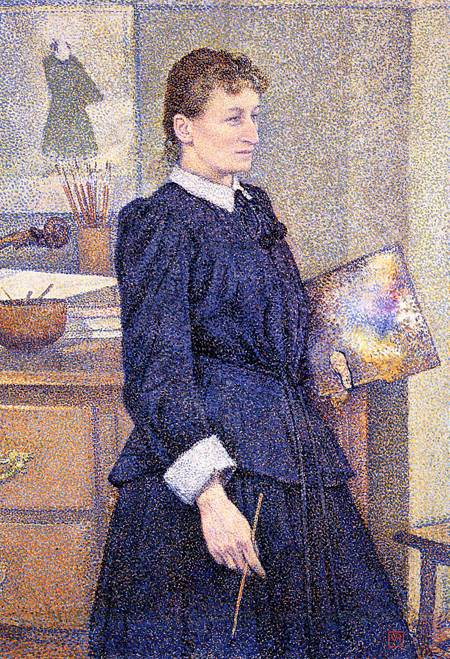
テオ・ヴァン・ライセルベルヒ筆「アトリエのアンナ・ボック」
（1893年）

1903年からブリュッセルのイクセル区に住み、1936年同地で没した。

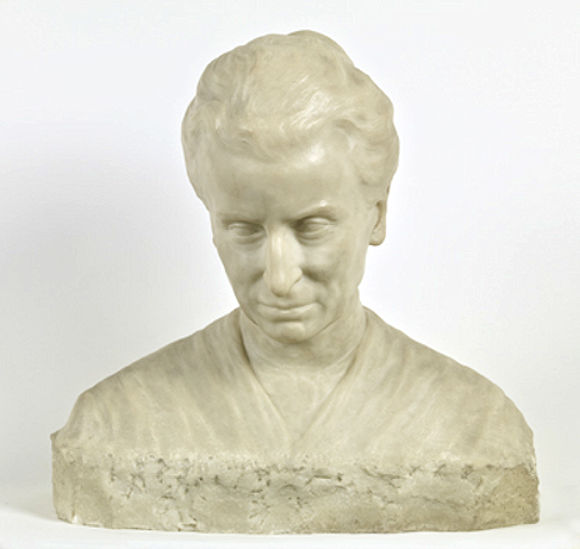
ジュリエット・サミュエル・ブラム「
アンナ・ボックの胸像」

## 作品
新印象派のジョルジュ・スーラの理論と点描による明るい色彩に触れ、1889年-1890年頃の作品にはその顕著な影響が見られる。1890年代には、クロード・モネのような色彩分割による「風景の中の女性」（1890年-1892年頃、アムステルダム市立美術館）を描いている。その後、レイセルベルヘ、アルフレッド・フィンチ、ポール・シニャックのように色面を広げる手法を試み、「ブルターニュの海岸」シリーズ（1900年-1902年）を制作した。同シリーズの最も有名なものは1902年にベルギー政府により買い取られベルギー王立美術館に収蔵されている。
20人展が解散し、レイセルベルヘもパリへ移住してしまうと、ボックの作風は少しずつ旧来の印象派に回帰していった。1914年以降は外出を控えるようになり、静物画や肖像画を主に描くようになった。

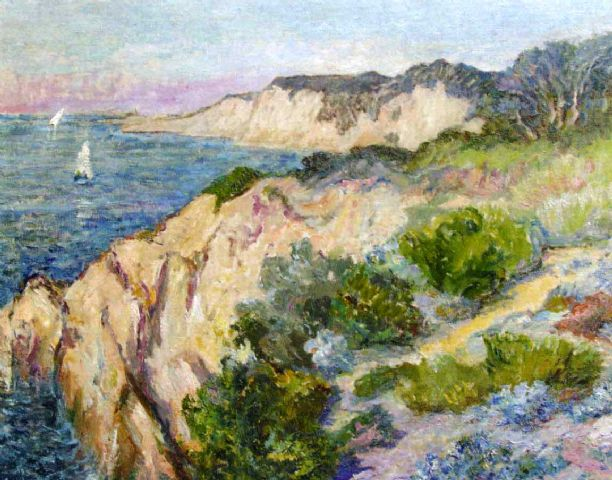
「ブルターニュの海岸」1900年-1902年頃。油彩、キャンバス、62 × 84 cm。
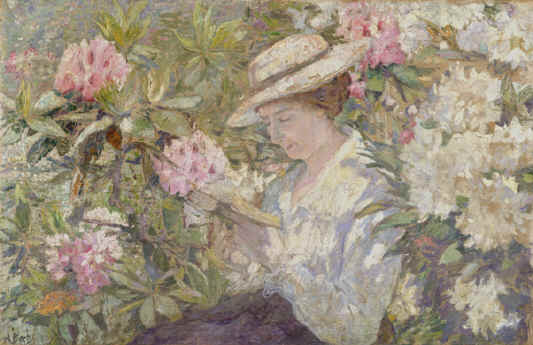
「シャクナゲの茂みで読書をする女性」

## 芸術家の支援
ボックは、無名の芸術家への支援を惜しまず、様々な画家の作品を買い取った。1927年、彼女はジェームズ・アンソールの「ロシアの音楽」（1881年）をベルギー王立美術館に寄贈している。また、シニャックの「岩の入江」（1906年）、スーラの「セーヌ川のグランド・ジャット島」（1888年）、ポール・ゴーギャンの「野原の会話」（1888年）を遺贈している。そのほか、エミール・ベルナール、アルベール・マルケ、ジョルジュ・レメン、フィンチ、ヤン・トーロップ、ギヨーム・ヴォーゲルス、Jefferys、ルイ・アルタン、アンリ・ド・グルー、フィンセント・ファン・ゴッホなどの作品を収集していた。ゴッホは、弟ウジェーヌの友人であり、ゴッホから買い取った「赤い葡萄畑」は、ゴッホの生前に売れた唯一の作品であると一般に言われている（他に売れた作品があるとする説もある）。